# Toppserien
La Toppserien è la massima serie del campionato norvegese femminile di calcio ed è posto sotto l'egida della Norges Fotballforbund (NFF). La prima stagione fu nel 1984 e attualmente partecipano dodici squadre. La Toppserien ha cadenza annuale, inizia a marzo e termina a novembre. Il Trondheims-Ørn ha vinto il maggior numero di campionati (7). Per la stagione 2017-2018 la Toppserien è il dodicesimo campionato di calcio femminile in Europa secondo il ranking stilato dalla UEFA.

## Storia
Tra il 1977 e il 1983 il campionato di calcio norvegese si è giocato a livello regionale, finché nel 1984 è stata formata la 1. divisjon (prima divisione in italiano). Per le prime tre stagioni (dal 1984 al 1986) la 1. divisjon era divisa in tre gruppi con suddivisione geografica delle squadre partecipanti: gruppo Østland, gruppo Vestland e gruppo Trøndelag. Le squadre vincitrici dei tre gruppi si affrontavano in un mini-girone per l'assegnazione del titolo. Dalla stagione 1987 in poi la 1. divisjon ha avuto un unico girone e la squadra che terminava il campionato al primo posto era designata campione di Norvegia. Nell'era della 1. divisjon l'Asker e lo Sprint-Jeløy hanno conquistato quattro titoli a testa, a cui si aggiunge un'assidua presenza nelle prime tre posizioni.
Nel 1996 la massima serie del campionato norvegese viene rinominata Eliteserien e la 1. divisjon diventa la seconda serie. Nel 2000 la Eliteserien viene rinominata Toppserien.
Dal 1993 al 2004 il Trondheims-Ørn rimane saldamente nelle prime tre posizioni, conquistando sette campionati e terminando al secondo posto per quattro volte e al terzo posto per una volta. In mezzo ai sette titoli del Trondheims-Ørn si è inserito l'Asker, vincitore di due campionati nel 1998 e nel 1999. In particolare, nella stagione 1998 l'Asker è riuscita a terminare il campionato vincendo tutte e 18 le partite. Al Trondheims-Ørn si sono succeduti prima il Kolbotn e poi il Røa, vincitori rispettivamente di tre e cinque titoli nazionali. Nel 2008 l'Asker è andato in bancarotta e la maggior parte delle sue calciatrici si è trasferita nella neonata Stabæk Fotball Kvinner. Gli ultimi anni hanno visto il successo dello Stabæk in due edizioni e del LSK Kvinner in tre edizioni.

## Formato
La formula del campionato è un girone all'italiana di 10 squadre con 9 gare di andata e 9 di ritorno per un totale di 18 giornate, con apertura in primavera e chiusura in autunno. Il sistema di assegnazione del punteggio prevede 3 punti per la squadra vincitrice dell'incontro, 1 punto a testa in caso di pareggio e nessun punto per la squadra sconfitta. La prima classificata vince il campionato, è campione di Norvegia ed accede alla UEFA Women's Champions League della stagione successiva. Dalla stagione 2015 anche la seconda classificata accede alla UEFA Women's Champions League. L'ultima classificata retrocede in 1. divisjon.

## Le squadre

### Organico attuale
Al campionato 2025 partecipano le seguenti dieci squadre:
- Bodø/Glimt
- Brann
- Hønefoss
- Kolbotn
- LSK Kvinner
- Lyn
- Rosenborg
- Røa
- Stabæk
- Vålerenga

## Albo d'oro
Squadre vincitrici:

### 1. divisjon (1984-1995)
- 1984  Sprint-Jeløy
- 1985  Nymark
- 1986  Sprint-Jeløy
- 1987  Klepp
- 1988  Asker
- 1989  Asker
- 1990  Sprint-Jeløy
- 1991  Asker
- 1992  Asker
- 1993  Sprint-Jeløy
- 1994  Trondheims-Ørn
- 1995  Trondheims-Ørn

### Eliteserien (1996-1999)
- 1996  Trondheims-Ørn
- 1997  Trondheims-Ørn
- 1998  Asker
- 1999  Asker

### Toppserien (2000-)
- 2000  Trondheims-Ørn
- 2001  Trondheims-Ørn
- 2002  Kolbotn
- 2003  Trondheims-Ørn
- 2004  Røa
- 2005  Kolbotn
- 2006  Kolbotn
- 2007  Røa
- 2008  Røa
- 2009  Røa
- 2010  Stabæk
- 2011  Røa
- 2012  LSK Kvinner
- 2013  Stabæk
- 2014  LSK Kvinner
- 2015  LSK Kvinner
- 2016  LSK Kvinner
- 2017  LSK Kvinner
- 2018  LSK Kvinner
- 2019  LSK Kvinner
- 2020  Vålerenga
- 2021  Sandviken
- 2022  Brann
- 2023  Vålerenga
- 2024  Vålerenga

## Statistiche

### Titoli per squadra
| Squadra        | Titoli | Anni                                     |
| -------------- | ------ | ---------------------------------------- |
| Trondheims-Ørn | 7      | 1994, 1995, 1996, 1997, 2000, 2001, 2003 |
| LSK Kvinner    | 7      | 2012, 2014, 2015, 2016, 2017, 2018, 2019 |
| Asker          | 6      | 1988, 1989, 1991, 1992, 1998, 1999       |
| Røa            | 5      | 2004, 2007, 2008, 2009, 2011             |
| Sprint-Jeløy   | 4      | 1984, 1986, 1990, 1993                   |
| Kolbotn        | 3      | 2002, 2005, 2006                         |
| Vålerenga      | 3      | 2020, 2023, 2024                         |
| Brann          | 2      | 2021, 2022                               |
| Stabæk         | 2      | 2010, 2013                               |
| Nymark         | 1      | 1985                                     |
| Klepp          | 1      | 1987                                     |